# FIH Pro League maschile 2023-24
La FIH Pro League maschile 2023-24 è la quinta edizione del torneo organizzato dalla International Hockey Federation. Il torneo è iniziato il 6 dicembre 2023 e si è concluso il 30 giugno 2024.
In seguito all'annuncio del ritiro della Nazionale del Sudafrica per questa stagione, l'Irlanda si è unita nonostante sia arrivata seconda nella FIH Hockey Nations Cup 2022.

## Formato
Per ridurre i problemi economici e logistici, gruppi di tre squadre si ritrovano in una località dove si disputa un "mini-torneo" con partite di andata e ritorno.

La squadra che vince una partita ottiene tre punti. In caso di pareggio, ogni squadra ottiene un punto, con un punto in più assegnato alla squadra che vince gli shootout.
Il vincitore della stagione si qualificherà Campionato mondiale di hockey su prato 2026.

## Classifica
| Pos | Squadra          | G  | V  | VSO | PSO | P  | GF | GS | DG  | Pt | Qualificazione o retrocessione              |
| --- | ---------------- | -- | -- | --- | --- | -- | -- | -- | --- | -- | ------------------------------------------- |
| 1   | Australia (C, Q) | 16 | 10 | 1   | 2   | 3  | 56 | 41 | +15 | 34 | Qualificato per la Campionato mondiale 2026 |
| 2   | Paesi Bassi      | 16 | 8  | 2   | 3   | 3  | 45 | 32 | +13 | 31 |                                             |
| 3   | Gran Bretagna    | 16 | 9  | 0   | 2   | 5  | 37 | 28 | +9  | 29 |                                             |
| 4   | Argentina        | 16 | 7  | 3   | 2   | 4  | 39 | 35 | +4  | 29 |                                             |
| 5   | Belgio           | 16 | 7  | 2   | 0   | 7  | 41 | 39 | +2  | 25 |                                             |
| 6   | Germania         | 16 | 5  | 4   | 2   | 5  | 33 | 29 | +4  | 25 |                                             |
| 7   | India            | 16 | 5  | 3   | 3   | 5  | 38 | 35 | +3  | 24 |                                             |
| 8   | Spagna           | 16 | 4  | 0   | 1   | 11 | 36 | 43 | −7  | 13 |                                             |
| 9   | Irlanda (R)      | 16 | 2  | 0   | 0   | 14 | 16 | 59 | −43 | 6  | Retrocessa nella FIH Nations Cup 2024-25    |

1. 1 2  Belgio e Paesi Bassi sono già qualificati per la Campionato mondiale di hockey su prato 2026 come paesi ospitanti.

## Risultati
| Luogo                                   | Data       | Partita       | Partita              | Partita       |
| --------------------------------------- | ---------- | ------------- | -------------------- | ------------- |
| Santiago del Estero                     | 6-12-2023  | Argentina     | 2 - 1                | Gran Bretagna |
| Santiago del Estero                     | 7-12-2023  | Gran Bretagna | 3 - 2                | Paesi Bassi   |
| Santiago del Estero                     | 8-12-2023  | Argentina     | 0 - 3                | Paesi Bassi   |
| Santiago del Estero                     | 9-12-2023  | Argentina     | 1 - 1 (4 - 1 d.s.o.) | Gran Bretagna |
| Santiago del Estero                     | 10-12-2023 | Paesi Bassi   | 2 - 1                | Gran Bretagna |
| Santiago del Estero                     | 11-12-2023 | Argentina     | 3 - 3 (6 - 7 d.s.o.) | Paesi Bassi   |
| Bhubaneswar (andata) Raurkela (ritorno) | 10-2-2024  | Irlanda       | 1 - 5                | Paesi Bassi   |
| Bhubaneswar (andata) Raurkela (ritorno) | 10-2-2024  | India         | 4 - 1                | Spagna        |
| Bhubaneswar (andata) Raurkela (ritorno) | 11-2-2024  | Spagna        | 3 - 4                | Australia     |
| Bhubaneswar (andata) Raurkela (ritorno) | 11-2-2024  | India         | 2 - 2 (4 - 2 d.s.o.) | Paesi Bassi   |
| Bhubaneswar (andata) Raurkela (ritorno) | 13-2-2024  | Australia     | 5 - 0                | Irlanda       |
| Bhubaneswar (andata) Raurkela (ritorno) | 13-2-2024  | Paesi Bassi   | 3 - 0                | Spagna        |
| Bhubaneswar (andata) Raurkela (ritorno) | 15-2-2024  | Spagna        | 4 - 2                | Irlanda       |
| Bhubaneswar (andata) Raurkela (ritorno) | 15-2-2024  | India         | 4 - 6                | Australia     |
| Bhubaneswar (andata) Raurkela (ritorno) | 16-2-2024  | Paesi Bassi   | 4 - 5                | Australia     |
| Bhubaneswar (andata) Raurkela (ritorno) | 16-2-2024  | India         | 1 - 0                | Irlanda       |
| Bhubaneswar (andata) Raurkela (ritorno) | 19-2-2024  | Irlanda       | 1 - 2                | Paesi Bassi   |
| Bhubaneswar (andata) Raurkela (ritorno) | 19-2-2024  | India         | 2 - 2 (8 - 7 d.s.o.) | Spagna        |
| Bhubaneswar (andata) Raurkela (ritorno) | 21-2-2024  | Spagna        | 1 - 4                | Australia     |
| Bhubaneswar (andata) Raurkela (ritorno) | 21-2-2024  | India         | 1 - 1 (2 - 4 d.s.o.) | Paesi Bassi   |
| Bhubaneswar (andata) Raurkela (ritorno) | 22-2-2024  | Irlanda       | 1 - 4                | Australia     |
| Bhubaneswar (andata) Raurkela (ritorno) | 22-2-2024  | Paesi Bassi   | 4 - 3                | Spagna        |
| Bhubaneswar (andata) Raurkela (ritorno) | 24-2-2024  | Spagna        | 7 - 0                | Irlanda       |
| Bhubaneswar (andata) Raurkela (ritorno) | 24-2-2024  | India         | 2 - 2 (0 - 3 d.s.o.) | Australia     |
| Bhubaneswar (andata) Raurkela (ritorno) | 25-2-2024  | Australia     | 3 - 5                | Paesi Bassi   |
| Bhubaneswar (andata) Raurkela (ritorno) | 25-2-2024  | India         | 4 - 0                | Irlanda       |
| Santiago del Estero                     | 14-2-2024  | Argentina     | 4 - 1                | Belgio        |
| Santiago del Estero                     | 15-2-2024  | Belgio        | 0 - 2                | Germania      |
| Santiago del Estero                     | 16-2-2024  | Argentina     | 1 - 1 (3 - 1 d.s.o.) | Germania      |
| Santiago del Estero                     | 17-2-2024  | Argentina     | 3 - 4                | Belgio        |
| Santiago del Estero                     | 18-2-2024  | Germania      | 3 - 2                | Belgio        |
| Santiago del Estero                     | 19-2-2024  | Argentina     | 2 - 2 (4 - 3 d.s.o.) | Germania      |
| Anversa                                 | 22-5-2024  | India         | 2 - 2 (5 - 4 d.s.o.) | Argentina     |
| Anversa                                 | 22-5-2024  | Belgio        | 1 - 2                | Irlanda       |
| Anversa                                 | 23-5-2024  | Argentina     | 3 - 1                | Irlanda       |
| Anversa                                 | 23-5-2024  | Belgio        | 4 - 1                | India         |
| Anversa                                 | 25-5-2024  | Belgio        | 2 - 2 (3 - 1 d.s.o.) | India         |
| Anversa                                 | 25-5-2024  | Irlanda       | 3 - 4                | Argentina     |
| Anversa                                 | 26-5-2024  | Belgio        | 1 - 4                | Irlanda       |
| Anversa                                 | 26-5-2024  | Argentina     | 4 - 5                | India         |
| Anversa                                 | 29-5-2024  | Spagna        | 2 - 3                | Argentina     |
| Anversa                                 | 29-5-2024  | Belgio        | 5 - 1                | Australia     |
| Anversa                                 | 30-5-2024  | Australia     | 1 - 2                | Argentina     |
| Anversa                                 | 30-5-2024  | Belgio        | 3 - 2                | Spagna        |
| Anversa                                 | 1-6-2024   | Belgio        | 4 - 1                | Spagna        |
| Anversa                                 | 1-6-2024   | Argentina     | 3 - 4                | Australia     |
| Anversa                                 | 2-6-2024   | Belgio        | 4 - 4 (3 - 2 d.s.o.) | Australia     |
| Anversa                                 | 2-6-2024   | Spagna        | 1 - 2                | Argentina     |
| Londra                                  | 1-6-2024   | Germania      | 0 - 3                | India         |
| Londra                                  | 1-6-2024   | Gran Bretagna | 5 - 1                | Irlanda       |
| Londra                                  | 2-6-2024   | Irlanda       | 0 - 7                | Germania      |
| Londra                                  | 2-6-2024   | Gran Bretagna | 3 - 1                | India         |
| Londra                                  | 5-6-2024   | Gran Bretagna | 4 - 1                | Spagna        |
| Londra                                  | 5-6-2024   | Irlanda       | 0 - 3                | Germania      |
| Londra                                  | 6-6-2024   | Germania      | 0 - 3                | Spagna        |
| Londra                                  | 6-6-2024   | Gran Bretagna | 3 - 0                | Irlanda       |
| Londra                                  | 8-6-2024   | Gran Bretagna | 2 - 3                | Australia     |
| Londra                                  | 8-6-2024   | India         | 2 - 3                | Germania      |
| Londra                                  | 9-6-2024   | Gran Bretagna | 3 - 2                | India         |
| Londra                                  | 9-6-2024   | Australia     | 2 - 2 (4 - 5 d.s.o.) | Germania      |
| Londra                                  | 11-6-2024  | Gran Bretagna | 2 - 1                | Spagna        |
| Londra                                  | 11-6-2024  | Germania      | 2 - 3                | Australia     |
| Londra                                  | 12-6-2024  | Germania      | 2 - 4                | Spagna        |
| Londra                                  | 12-6-2024  | Gran Bretagna | 1 - 5                | Australia     |
| Utrecht (andata) Amsterdam (ritorno)    | 23-6-2024  | Gran Bretagna | 1 - 3                | Belgio        |
| Utrecht (andata) Amsterdam (ritorno)    | 23-6-2024  | Paesi Bassi   | 2 - 2 (4 - 5 d.s.o.) | Germania      |
| Utrecht (andata) Amsterdam (ritorno)    | 24-6-2024  | Germania      | 0 - 1                | Gran Bretagna |
| Utrecht (andata) Amsterdam (ritorno)    | 25-6-2024  | Paesi Bassi   | 3 - 1                | Belgio        |
| Utrecht (andata) Amsterdam (ritorno)    | 27-6-2024  | Gran Bretagna | 3 - 1                | Belgio        |
| Utrecht (andata) Amsterdam (ritorno)    | 27-6-2024  | Paesi Bassi   | 1 - 1 (1 - 3 d.s.o.) | Germania      |
| Utrecht (andata) Amsterdam (ritorno)    | 28-6-2024  | Germania      | 3 - 3 (4 - 2 d.s.o.) | Gran Bretagna |
| Utrecht (andata) Amsterdam (ritorno)    | 30-6-2024  | Paesi Bassi   | 3 - 5                | Belgio        |